# Loxothysanus
Loxothysanus är ett släkte av korgblommiga växter. Loxothysanus ingår i familjen korgblommiga växter.
Kladogram enligt Catalogue of Life:
| Loxothysanus | \| \| Loxothysanus pedunculatus \| \| \| \| \| \| Loxothysanus sinuatus \| \| \| \| |
|              | \| \| Loxothysanus pedunculatus \| \| \| \| \| \| Loxothysanus sinuatus \| \| \| \| |
|              | Loxothysanus pedunculatus                                                           |
|              |                                                                                     |
|              | Loxothysanus sinuatus                                                               |
|              |                                                                                     |